# 황제드라몬
황제드라몬(IMPERIALDRAMON, インペリアルドラモン)은 디지털 몬스터에 나오는 가공의 생명체이며 궁극체의 고대룡형 디지몬이다. 원판 이름은 임페리얼드라몬.

## 생김새
엑스브이몬과 스팅몬의 조그레스 진화 파일드라몬이 진화한 형태로 고대에 존재한 궁극의 고대룡형 디지몬이다.

## 진화과정
진화 : 브이몬→엑스브이몬→파일드라몬→황제드라몬